# Hans Coper

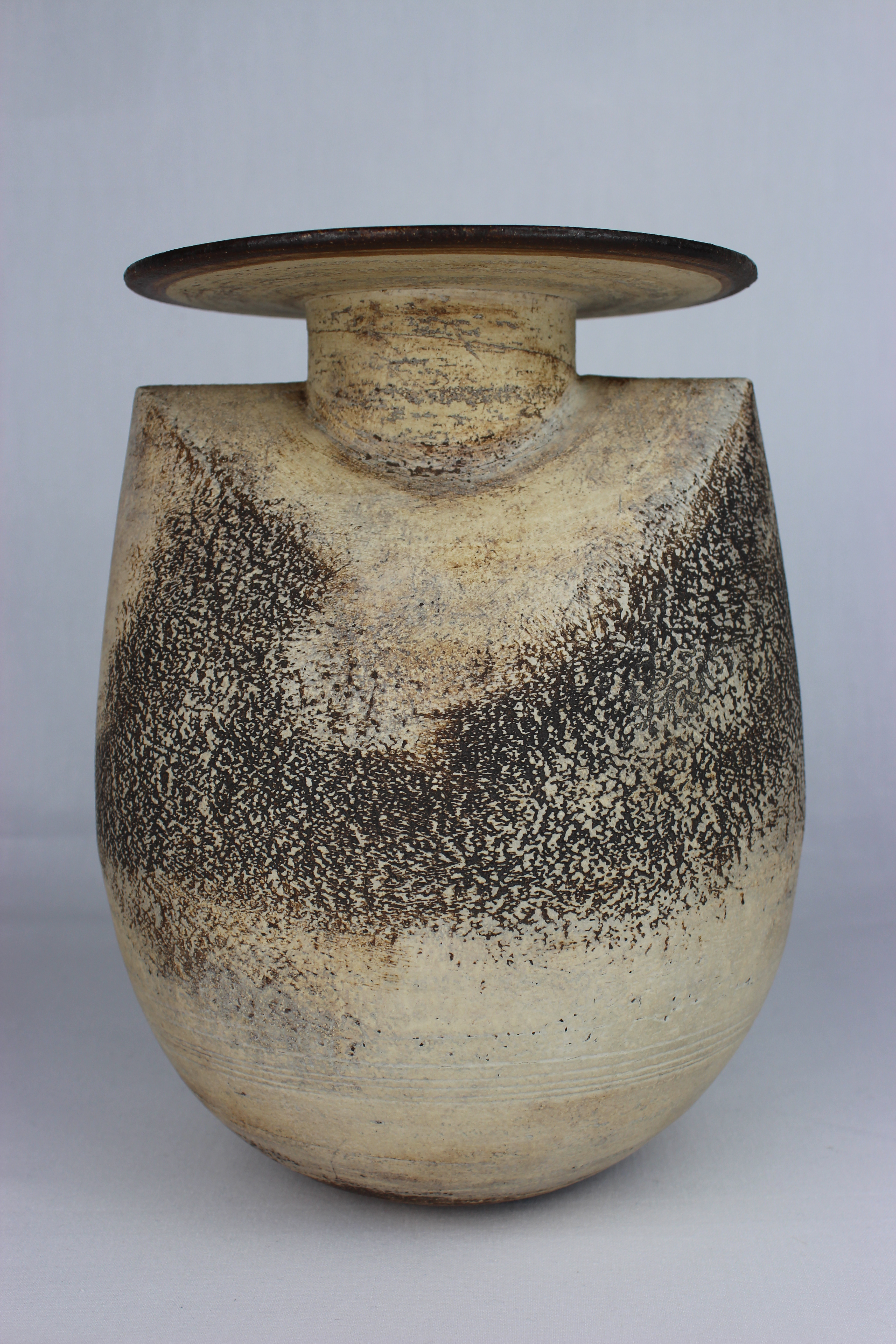
Engarrafar por Hans Coper

Hans Coper (1920 — 1981) foi um ceramista britânico, nascido na Alemanha.